# Sabina Flanczewska
Sabina Barbara Flanczewska (ur. 11 kwietnia 1923 w Łomży, zm. 26 czerwca 1987 w Lublinie), bibliotekarka polska, kierownik Oddziału Zbiorów Specjalnych Biblioteki Głównej Uniwersytetu Marii Curie-Skłodowskiej w Lublinie.

## Życiorys
W 1939 ukończyła jedną z lubelskich szkół średnich. Od 1942 do końca wojny pracowała w Bibliotece im. Hieronima Łopacińskiego w Lublinie, w okresie okupacji noszącej nazwę Staatsbibliothek Lublin. Od 1944 studiowała ekonomię i historię na Katolickim Uniwersytecie Lubelskim; po uzyskaniu dyplomu magisterskiego w 1951 przez kilka miesięcy była kierownikiem Działu Starych Druków Biblioteki KUL, potem, również przez okres kilkumiesięczny, kierowała analogiczną agendą Miejskiej Biblioteki Publicznej im. Łopacińskiego. W lipcu 1953 została zatrudniona w Bibliotece Głównej Uniwersytetu Marii Curie-Skłodowskiej, z którą pozostawała związana do przejścia na emeryturę we wrześniu 1980.
W Bibliotece Głównej UMCS kierowała w latach 1957-1962 Oddziałem Opracowania Zbiorów. W 1962 stanęła na czele Samodzielnej Sekcji Starych Druków, a w latach 1971-1978 kierowała Oddziałem Zbiorów Specjalnych. Zorganizowała 17-tysięczny zbiór starych druków, na potrzeby którego opracowała katalogi, indeks nakładców, drukarzy i księgarzy (według miejsca wydania druków). W 1974 przygotowała scenariusz oraz katalog wystawy "Drukarstwo polskie od XV do XVIII wieku", prezentowanej w 11 miastach.
Znała kilka języków obcych; kwalifikacje zawodowe podnosiła na kursach i praktykach, w tym w Anglii. Od 1962 była bibliotekarzem dyplomowanym, od 1972 — starszym kustoszem dyplomowanym. Prowadziła zajęcia z historii książki na kierunku bibliotekoznawstwo na Uniwersytecie Marii Curie-Skłodowskiej, głosiła także referaty i odczyty dla bibliotekarzy. Należała do Stowarzyszenia Bibliotekarzy Polskich.
Ogłosiła 35 publikacji, głównie dotyczących dawnej książki polskiej. Miała w dorobku hasła do Polskiego słownika biograficznego i Słownika pracowników książki polskiej (1972).
Zmarła 26 czerwca 1987 w Lublinie. Była odznaczona m.in. Złotym Krzyżem Zasługi i Krzyżem Kawalerskim Orderu Odrodzenia Polski.